# Leverage (statistica)
In statistica, leverage o effetto leva è un termine usato nell'analisi di regressione e, in particolare, nell'analisi volta a identificare i punti sperimentali che hanno un effetto maggiore sul fitting; un metodo di misura del leverage è la distanza di Mahalanobis.
I leverage points sono quei punti sperimentali non allineati al modello di fitting.
Un parametro misurato nell'analisi statistica dei dati è il leverage parziale, una misura di quanto una variabile contribuisce al leverage di un dato.